# ماتیاس چوکه
ماتیاس چوکه (به آلمانی: Matthias Zschokke)، رمان‌نویس، نمایشنامه‌نویس و فیلم‌ساز سوئیسی متولد ۲۹ اکتبر ۱۹۴۵ در شهر برن است.

## زندگی‌نامه
ماتیاس چوکه نبیرهٔ نویسندهٔ آلمانی هاینریش چوکه است. او پس از اتمام تحصیلاتش در رشتهٔ تئاتر در زوریخ، با پتر تسادگ، کارگردان برجستهٔ تئاتر آلمان، در تئاتر شهر بوخوم همکاری کرد. از سال ۱۹۸۰ به برلین مهاجرت کرد و در آنجا نویسندگی و فیلمسازی را دنبال کرد.
او در حدود سه دهه فعالیت در زمینه‌های ادبیات و سینما توانسته یازده رمان و مجموعه‌داستان، هشت نمایشنامه و سه فیلم خلق کند که بابت آن‌ها جوایز متعددی از جشنواره‌ها و محافل سوئیسی، آلمانی و فرانسوی دریافت کرده‌است.

## آثار به فارسی
ابرها بزرگ بودند و سفید بودند و در گذر، ترجمهٔ ناصر غیاثی، نشر نو، ۱۳۹۸

## جوایز ادبی
ماتیاس چوکه از سال ۱۹۸۱ تاکنون بیش از ۲۰ جایزه در زمینه‌های ادبیات و سینما به دست آورده که جایزه فمینا یکی از آن‌هاست. او سال ۲۰۰۹ توانست جایزه بهترین اثر داستانی غیر فرانسوی فمینا را برای رمان موریس با مرغ به دست آورد.